# アリゲーター (潜水艦)
|          |                                                   |
| 艦歴     |                                                   |
| 発注:    |                                                   |
| 起工:    |                                                   |
| 進水:    | 1862年5月1日                                      |
| 就役:    | 1862年6月13日                                     |
| 退役:    |                                                   |
| その後:  | 1863年4月2日に沈没                                |
| 除籍:    |                                                   |
| 性能諸元 |                                                   |
| 排水量:  |                                                   |
| 全長:    | 47 ft (14 m)                                      |
| 全幅:    | 4 ft 8 in (1.4 m)                                 |
| 吃水:    |                                                   |
| 機関:    | 1862年：漕手16名による手動 1863年：手動のプロペラ |
| 最大速:  | 1862年：3-4ノット 1863年：7ノット                 |
| 兵員:    | 21名                                              |
| 兵装:    | 魚雷2発                                           |

アリゲーター (Alligator)は、アメリカ海軍の最初の潜水艦。正式に就役しなかったため、USS Alligator とは呼ばれない。その名を持つ艦としては4隻目であり、南北戦争で活躍した。アメリカで最初の潜水艦は独立戦争時に活躍したタートル (Turtle) であるが、タートルはアメリカ海軍では運用されなかった。

## 建造
1861年の秋に海軍は、フランス人技術者のブリューテュス・ド・ヴィルロワ（Brutus de Villeroi）が設計した小型の水中航行ができる船の建造をネーフィー・アンド・レヴィ造船に依頼した。
船は約9mの長さと1.8から2.4mの直径を持ち、「鉄製の船体上部に照明用の円形のガラス窓が取り付けられ、防水コンパートメントを内部に持つ」構造であった。動力としては側面に16本の人力による櫂が取り付けられていた。しかしながら1862年7月3日にワシントン海軍工廠で櫂は人力によるクランク式のスクリューと交換され、速度は7ノットまで向上した。空気はフロートの付いた2本のチューブにより水面から艦内部の空気ポンプに供給された。
海軍はこのような艦が、連合国海軍によって閉塞船とされたメリマック (USS Merrimack) に対抗することを望んだ。メリマックはノーフォーク海軍工廠で装甲艦バージニア (CSS Virginia) に改装されていた。海軍とネーフィー・アンド・レヴィの契約では40日間で建造が完了することになっていたため、契約直後の1861年11月1日に起工した。しかしながら建造は遅々として進まず180日以上が経過し、新型船は結局1862年5月1日に進水した。

## 運用

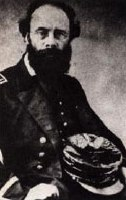
初代艦長サミュエル・エーキンズ

進水直後、艦は艤装のためフィラデルフィア海軍工廠へ牽引された。2週間後に民間人のサミュエル・エーキンズが艦の担当者となった。6月13日に海軍は小さな、しかし唯一の艦を受領した。
蒸気タグボートのフレッド・コップが潜水艦をバージニア州ハンプトン・ローズへ牽引する。2隻は6月19日に出航し、デラウェア川を下り、デラウェア・チェサピーク運河を通ってチェサピーク湾に入った。ノーフォークで潜水艦は母艦である蒸気外輪船サテライトの横に係留された。艦は北大西洋封鎖戦隊に配属される。23日にハンプトン・ローズに到着し、アリゲーターと命名された。
この奇妙な艦のためいくつかの任務が考案された。アポマトックス川を横切って橋を破壊すること、リッチモンドへ向かうジョージ・マクレラン将軍を支援するための砲艦を妨げるジェームズ川のフォート・ダーリングにある障害物の除去、連合国海軍のバージニア II (CSS Virginia II) の破壊。従って、アリゲーターはシティ・ポイントへ送られ、25日に到着した。地区司令官のジョン・ロジャースはアリゲーターを検査し、フォート・ダーリング付近のジェームズ川も、橋付近のアポマトックス川も潜水艦が潜航するには十分に深くないと報告した。更に彼は、自らの担当作戦区域には潜水艦が接近可能な目標がないこと、彼の指揮下にある砲艦が攻撃に弱く、アリゲーターが敵の手に落ちることを心配した。結果、彼は潜水艦をハンプトン・ローズへ送り返す許可を要求した。
艦は29日に川下へ向かい、実験及び試験のためワシントン海軍工廠へ向かうことを命じられた。8月にトーマス・O・セルフリッジ・ジュニア中尉がアリゲーターの指揮官となり、海軍の乗組員が配属された。試験の結果性能は不十分であることが証明され、セルフリッジは「試験は…失敗した。」と宣言した。
その後海軍工廠はアリゲーターの櫂を取り外し、スクリューを装着した。この改良によって艦の速力は7ノットに向上した。1863年3月18日にリンカーン大統領は作戦行動中のアリゲーターを視察した。
このとき、サミュエル・フランシス・デュポン少将（戦争初期のフィラデルフィア海軍工廠の司令官）が潜水艦に対して興味を持ち、アリゲーターは役立つだろうとしてサウスカロライナ州チャールストンへの運搬を決定した。蒸気船サンプター (USS Sumpter) の艦長代理、ジョン・F・ウィンチェスターが潜水艦をポート・ロイヤルまで牽引する命令を受ける。奇妙なペアは3月31日に出航した。
翌日2隻は悪天候に遭遇し、4月2日にハッテラス岬でサンプターはアリゲーターを切り離さざるを得なくなる。アリゲーターはすぐに沈んだのか、しばらく漂流したのかははっきりしない。アメリカ海軍の最初の潜水艦はその経歴を終了した。